# Salt amb esquís als Jocs Olímpics d'hivern de 1988
Als Jocs Olímpics d'Hivern de 1988 celebrats a la ciutat de Calgary (Canadà) es disputaren tres proves de salt amb esquís en categoria masculina. En aquesta edició debutà la prova per equips.
El salt normal es realitzà el dia 14 de febrer sobre un trampolí de 70 metres, el salt llarg es feu el dia 23 de febrer sobre un trampolí de 90 metres i la prova per equips el dia 24 de febrer de 1988 a les instal·lacions del Canada Olympic Park. Hi participaren un total de 65 saltadors de 19 comitès nacionals diferents.

## Resum de medalles
| Prova                 | Or                                                                           | Argent                                                               | Bronze                                                                                 |
| Salt amb esquís 70 m. | Matti Nykänen                                                                | Pavel Ploc                                                           | Jiří Malec                                                                             |
| Salt amb esquís 90 m. | Matti Nykänen                                                                | Erik Johnsen                                                         | Matjaž Debelak                                                                         |
| Prova per equips      | FinlàndiaAri-Pekka Nikkola · Matti Nykänen · Tuomo Ylipulli · Jari Puikkonen | IugoslàviaPrimož Ulaga · Matjaž Zupan · Matjaž Debelak · Miran Tepeš | NoruegaOle Christian Eidhammer · Jon Inge Kjørum · Ole Gunnar Fidjestøl · Erik Johnsen |

## Medaller
| Posició | País           | Or | Argent | Bronze | Total |
| 1       | Finlàndia      | 3  | 0      | 0      | 3     |
| 2       | Iugoslàvia     | 0  | 1      | 1      | 2     |
| 2       | Noruega        | 0  | 1      | 1      | 2     |
| 2       | Txecoslovàquia | 0  | 1      | 1      | 2     |
|         |                |    |        |        |       |
| Total   | Total          | 3  | 3      | 3      | 9     |